# Beuvron (Loire)
Beuvron (Loire) é um rio localizado na França.